# باث (سامرست)
longitudeباث (سامرست)latitudeباث (سامرست)
باث (به انگلیسی: Bath) شهری است واقع در ناحیه جنوب غربی انگلستان. این شهر در حدود ۱۵۰ کیلومتری غرب لندن واقع شده‌است و نزدیک به ۸۰ هزار نفر جمعیت دارد.
باث از دیرباز به عنوان مرکز چشمه‌های آب گرم طبیعی برای رومی‌ها شناخته شده بوده‌است. از زمان الیزابتی تا جورجیایی، باث بیشتر مخصوص ثروتمندان بود و به همین علت مجموعه بی نظیری از معماری جورجیایی را در خود جای داده‌است (مهم‌تر از همه، هلال سطلنتی). باث در لیست میراث جهانی یونسکو جای دارد.

## سرزمین
باث شهری است در ناحیه جنوب غربی انگلستان، واقع در سامرست و در مرکز حوزهٔ «باث و سامرست شمال شرقی». این شهر جزئی از
جزیرهٔ بریتانیا و پادشاهی متحد بریتانیای کبیر و ایرلند شمالی هم محسوب می‌شود.
باث در جنوب غربی انگلستان و در کنار رود آون واقع شده‌است. این شهر دارای تنها چشمه‌های آب داغ طبیعی در کل بریتانیای کبیر است.

## سیاست
نمایندهٔ این شهر در مجلس انگلستان، دان فاستر از حزب لیبرال دموکرات‌ها است.

## جمعیت
آمار سال ۲۰۰۱ پادشاهی متحد، جمعیت باث و نواحی اطرافش را حدود ۱۶۹ هزار نفر اعلام کرد.
سن متوسط اهالی این منطقه، ۹/۳۹ است. ۲/۹۷ درصد جمعیت باث، از نژاد سفید هستند. باقی جمعیت، یک درصد دو رگه، نیم درصد آسیایی، و نیم درصد سیاه‌پوست هستند.
۷۱ درصد اهالی مسیحی هستند و هیچ مذهب دیگری بیش از نیم درصد پیرو ندارد. البته ۵/۱۹ درصد اهالی، غیرمذهبی هستند. (که از آمار ۸/۱۴ درصدی کل کشور بیش‌تر است)

## تاریخچه
احتمال می‌رود که انسان‌های ماقبل تاریخ (احتمالاً سلتها)، باث و چشمه‌های آب داغ‌اش را می‌شناختند.
در افسانه‌ها گفته می‌شود که این شهر حدود ۲۸۰۰ سال پیش توسط شاه بالدود، دهمین شاه بریتانیا، پناهنده‌ای از تروآ و پدر شاه لیر، تأسیس گشته‌است.

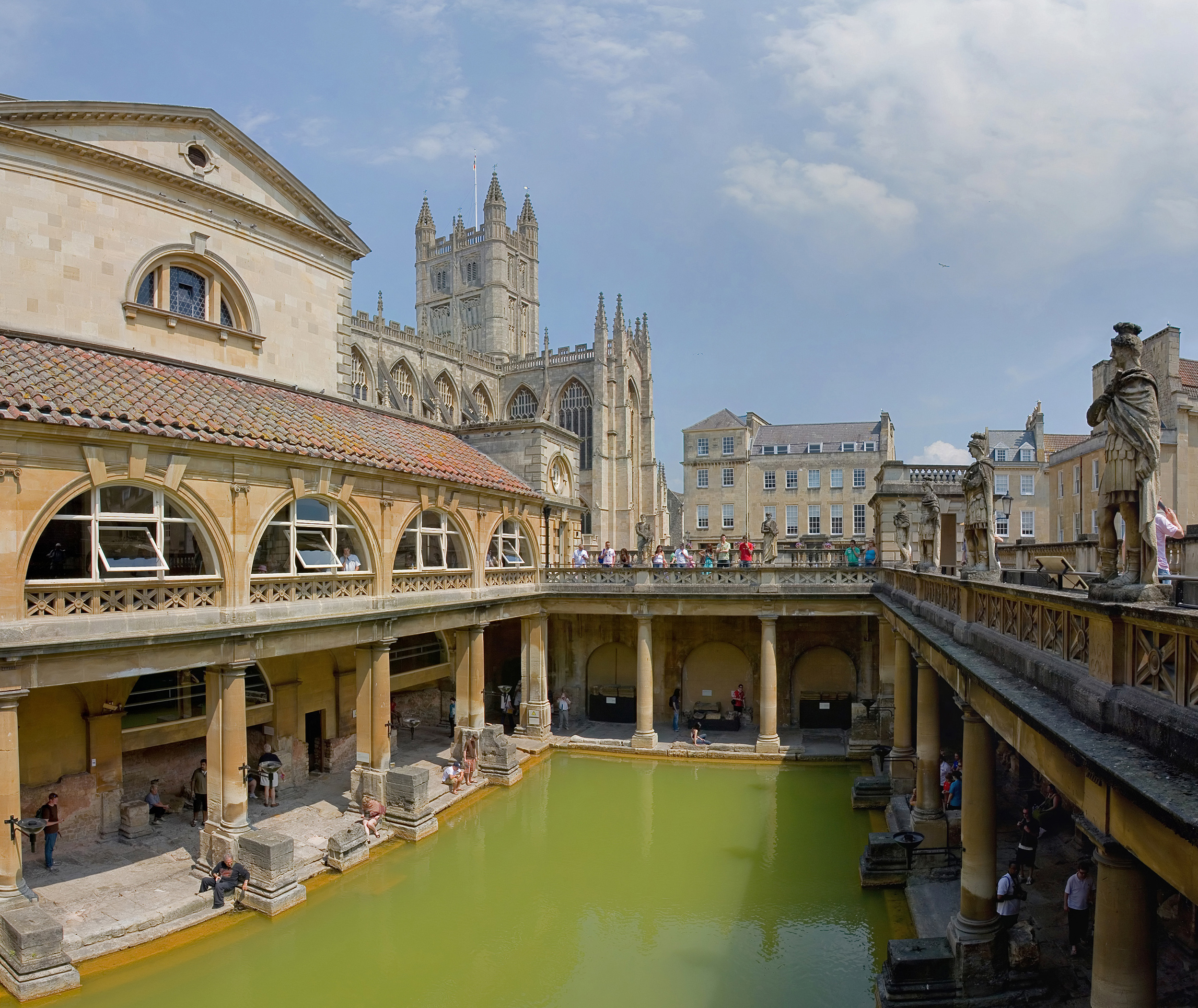
گرمابه‌های رومی در شهر باث.

رومی‌ها به سال ۴۴ بعد از میلاد، در مکان کنونی شهر باث، شهر باستانی آکوا سولیس را تأسیس کردند و این شهر به زودی به مجموعه‌ای از حمام‌ها و چشمه‌های آب معدنی بی‌نظیر و معبدی برای الههٔ رومی «سولیس-مینروا» بدل شد.
سال‌ها پس از این‌که رومی‌ها این شهر را ترک کردند، به سال ۵۷۷، آنگلو ساکسون‌ها به خرابه‌های باقی‌مانده از شهر و حمام‌های رومی وارد شدند. مکان این شهر، مقدس پنداشته می‌شد و در سال ۹۴۴ دیری برای عبادت، در مکان کنونی صومعهٔ باث، تأسیس گشت.
در طول قرون وسطی، باث هم به عنوان مرکزی مذهبی و هم به عنوان مرکز تجارت پشم شناخته می‌شد. اما هنوز خبری از شهرت زیاد این شهر به عنوان محلی برای آب‌تنی در چشمه‌های طبیعی نبود.
در اوایل قرن ۱۸ بود که باث، با تلاش رالف آلن، فردی علاقه‌مند به چشمه‌های طبیعی، و ریچارد بیو نش، تولدی دوباره یافت و احیای حمام‌های قدیمی رومی آن، باعث شد این شهر به مرکزی شیک و مدروز در جامعهٔ انگلیسی بدل شود و اشراف‌زاده‌ها یکی پس از دیگری برای خوش‌گذرانی و قمار، به آن سرازیر می‌شدند. خوش‌بختانه، پول زیادی که عاید این شهر شد، با سلیقهٔ بسیار خوبی خرج شد. ساختمان‌های زیبای جورجیایی، تراس‌های دیدنی و فلکه‌ها و میادین بی‌نظیری که شهر را تسخیر کرده‌اند، یادگار همین دوره هستند.
این رالف آلن بود که دو معمار برجسته، جان وودها (پدر و پسری به یک اسم)، را استخدام کرد تا هلال‌ها، فلکه‌ها، میادین و تراس‌های بی‌نظیر باث را طراحی کنند.
نام دیگری که در این دوره از تاریخ باث، مهم به‌شمار می‌رود، دکتر ویلیام الیویر است. او کسی بود که بیمارستان عمومی باث را برای فقرا تأسیس کرد.
هرچه به اواخر قرن هیجدهم نزدیک می‌شویم، از نفوذ بیو نش (کسی که تولد دوبارهٔ باث مدیون اوست) کاسته می‌شد و روی آوری به شنا در سواحل دریا، از جاذبهٔ باث به عنوان مرکزی برای آب‌تنی می‌کاست. تا اواسط قرن نوزدهم، دیگر نمی‌شد باث را شهری «مدروز» توصیف کرد.
اما ساختمان‌های بسیار زیبا و شاه‌کارهای معماری جورجیایی این شهر هم‌چنان پابرجا هستند و آن‌ها به اضافهٔ حمام‌های باستانی رومی، شخصیت‌های معروفی که در این شهر زیستند و کلاً تاریخ شنیدنی آن، باعث ثبت آن به عنوان «میراث جهانی» در فهرست یونسکو شده‌است.
از این رو، باث امروزه شهری بسیار توریستی شمرده می‌شود که اکثر کسانی که از انگلستان بازدید می‌کنند، سری به آن می‌زنند.

### اتفاقات جالب تاریخی و افراد مشهوری که در باث زیسته‌اند

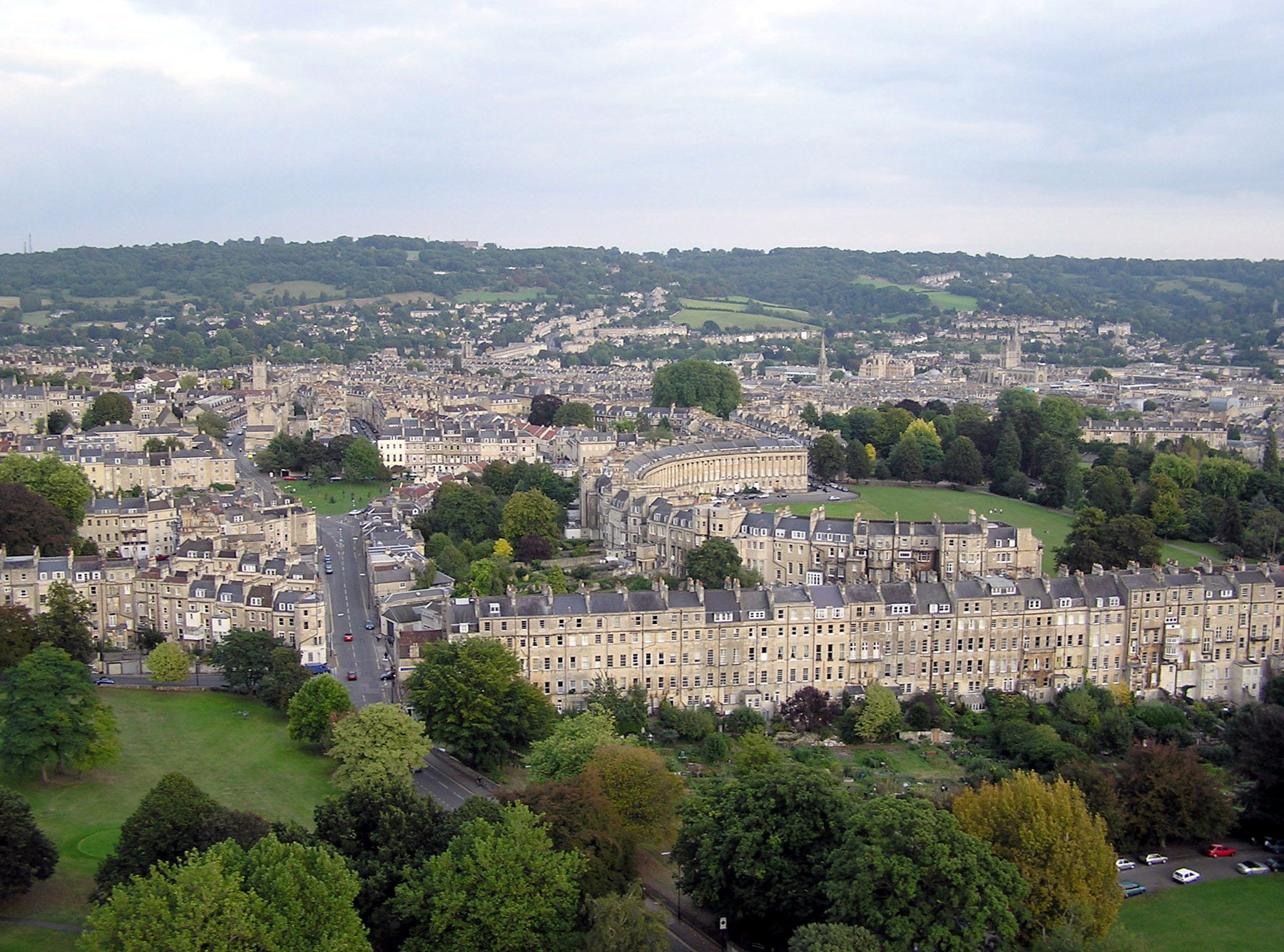
چشم‌اندازی از شهر باث

علاوه بر حمام‌های باستانی رومی، ساختمان‌های جورجیایی و موزه‌های زیبایی که در این مقاله از آن‌ها نام برده می‌شود، جلوه‌های تاریخی جالبی که باث دارد، از علل زیاد بودن بازدیدکنندگانش است.
در زیر به چند تا از این جلوه‌ها اشاره می‌شود.
- اولین تمبر دنیا، تمبری یک پنی، به سال ۱۸۴۰، از شهر باث، از پلاک ۸ خیابان برود، فرستاده شده‌است. این ساختمان اکنون، محل موزه پست باث است.
- ویلیام هرشل منجم معروف، مدتی در این شهر زندگی کرد و همین‌جا از باغ‌چهٔ خانه‌اش بود که سیارهٔ اورانوس را کشف کرد. خانهٔ او، اکنون محل «موزهٔ ویلیام هرشل» است.
- جین آْستن، نویسندهٔ نامدار انگلیسی، چند سالی از عمرش را در این شهر گذراند و در چند تا از کتاب‌هایش به آن اشاره می‌کند. او احتمالاً مشهورترین فردی است که تابحال در باث زیسته و به یاد او مرکز جین آستن در خیابان گی در مرکز باث، تأسیس گشته‌است. این مرکز هر سال به افتخار جین آستن، جشنواره‌ای به نام جشنواره جین آستن به پا می‌کند.
- اولین شاه انگلستان متحد، ادگار، در کلیسایی واقع در باث، تاج‌گذاری کرد. در مکان این کلیسا، امروز صومعه باث قرار دارد.
- افراد مشهور دیگری، همچون چارلز دیکنز، هایله سلاسی، منصور حکمت، آن ویدکومب و …، نیز سال‌هایی از عمر خود را در این شهر زیسته‌اند.

## جشنواره‌ها
اگر باث را شهر جشن‌واره‌ها بنامیم، سخن به گزاف نگفته‌ایم.
کوچکی و زیبایی خاص این شهر، موقعیت جغرافیایی و آب و هوایی نسبتاً خوبش و وجود دیدنی‌ها و امکانات متعدد، باعث شده‌است این شهر مکان ایده‌آلی برای برگزاری جشن‌واره‌ها باشد. معروف‌ترین این جشن‌واره‌ها، جشن‌واره بین‌المللی موسیقی باث است که از مشهورترین جشن‌واره‌های اروپا به‌شمار می‌رود.
در زیر فهرستی از جشن‌واره‌های متداول در ابن شهر می‌بینیم.
- جشنواره ادبیات باث، هر سال در اوایل مارس برگزار می‌شود.
- جشنواره بین‌المللی موسیقی باث، هر سال از اواسط مه تا اوایل ژوئن برگزار می‌شود. این جشن‌واره مهم‌ترین جشن‌وارهٔ شهر است و هرساله همهٔ اماکن معروف از جمله صومعهٔ باث، درگیر اجرای آن هستند. موضوع اصلی جشنواره معمولاً موسیقی کلاسیک و اپرا است.
- جشنوارهٔ جنبی باث که بزرگ‌ترین جشنوارهٔ جنبی در انگلستان و دومین جشنوارهٔ جنبی بزرگ در بریتانیا (پس از جشنواره جنبی ادینبورو) است، هر ساله، هم‌زمان با جشن‌وارهٔ بین‌المللی موسیقی باث برگزار می‌شود و مقدار زیادی کمدی و موسیقی عامه‌پسندتر به هم‌راه دارد.
- جشنواره جین آستن
- جشنواره بین‌المللی گیتار باث
- جشنواره فیلم باث
- جشنواره موتزارت باث

## دیدنی‌ها

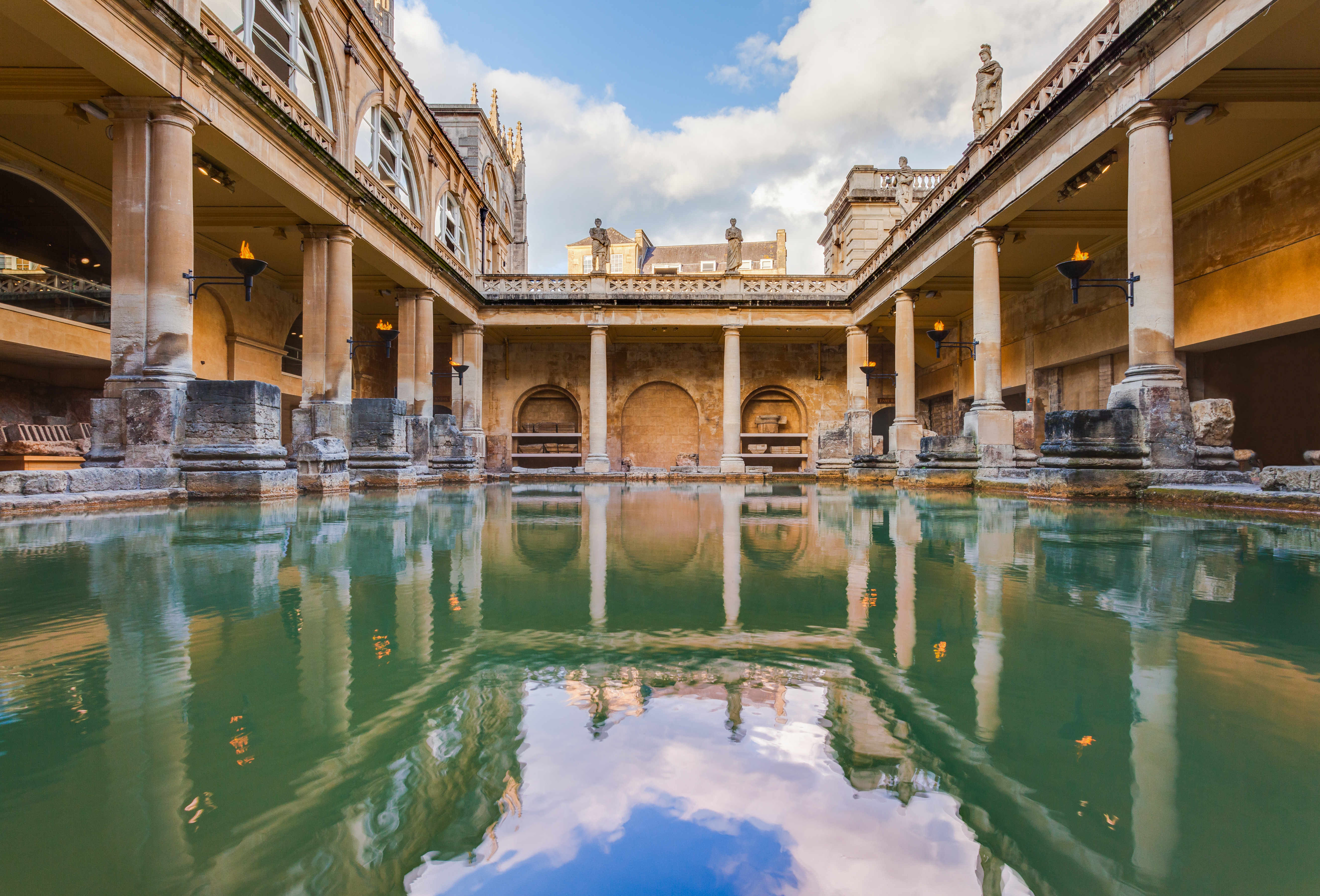
نگاره‌ای از یکی از گرمابه‌های رومی شهر باث. رومیان در این شهر حمام‌ها را ساختند. در این گرمابه‌ها، آب چشمه‌های معدنی مورد استفاده قرار می‌گرفتند. دمای آب حمام‌ها ۴۶/۵ درجه است و اکنون به‌عنوان «موزه گرمابه‌های رومی» شناخته می‌شوند.

- هلال سلطنتی. این هلال دیدنی، اوج زیبایی‌های معماری جورجیایی باث است. بناهای زیبای «هلال سلطنتی» در حد فاصل سال‌های ۱۷۶۷ تا ۱۷۷۱ توسط جان وود پسر، طراحی شده‌اند.
- فلکه باث. نسخهٔ کوچک‌تر و دایره‌ای «هلال سلطنتی» است. مجموعه‌ای از ۳۰ خانهٔ بسیار زیبا که توسط جان وود پدر طراحی شده‌اند.
- موزه لباس باث و اتاق‌های هم‌نشینی. واقع در خیابان بنت. «اتاق‌های تجمع» در قرن هیجدهم، محل شیکی برای تجمع اشرافیان و بازی ورق و گوش دادن به موسیقی بوده‌است. امروز هم این اتاق‌ها به روی بازدیدکنندگان باز هستند و در ساختمان آن‌ها، موزهٔ لباس نیز تأسیس شده‌است.
- صومعه باث، ساخته شده در مکان تاج‌گذاری نخستین پادشاه انگلستان متحد، ادگار. صومعهٔ کنونی سال‌ها بعد از این تاج‌گذاری، بین ۱۴۹۹ تا ۱۶۱۶ ساخته شده‌است و می‌توان آن را آخرین کلیسای عظیم قرون وسطایی در انگلستان نامید. این صومعه از اهمیت و ارزش خاصی برخوردار است و به نوعی، پس از حمام‌های باث، نشان اختصاصی شهر شمرده می‌شود.
- موزه حمام‌های رومی. این حمام‌های چندهزارساله نه تنها نشان اختصاصی شهر باث هستند که از پرطرف‌دارترین دیدنی‌های کل انگلستان به‌شمار می‌روند.
- مرکز جین آستن، موزه‌ای مشهور راجع به جین آستن، مشهورترین مقیم شهر باث، واقع در خیابان گی.
- موزه هوبورن. خانهٔ سابق یک کلکسیونر مشهور، سر ویلیام هوبورن.
- موزه کار در باث، واقع در جادهٔ ژولین. که آن را میراث صنعتی شهر می‌دانند. در این موزه، می‌توان اشیایی متعلق به کسب و کارهای قدیمی شهر باث پیدا کرد.
- موزه ساختمان‌های باث، که در مورد چگونگی ساخته شدن بناهای جورجیایی باث است.
- موزه ویلیام هرشل. خانهٔ سابق این منجم مشهور. این همان جایی است که هرشل از آن، سیارهٔ اورانوس را کشف کرد.
- نگارخانه هنری ویکتوریا. واقع بر پل مشهور پولتنی. این نگارخانه در طول سال، مجموعه‌ای از آثار مختلف را نگه‌داری می‌کند.
- موزه هنر آسیای شرقی. واقع در خیابان بنت. مجموعه‌ای از بیش از ۵۰۰ اثر هنری از کامبوج، کره، تایلند، چین و ژاپن.
- موزه پست باث. واقع در خیابان برود. این موزه در همان ساختمانی واقع شده‌است که اولین تمبر دنیا از آن ارسال شد.
- موزه آمریکا در باث. واقع در خارج شهر. از بزرگ‌ترین مجموعهٔ اشیای آمریکایی، خارج از این کشور است.
- گیلدهال (محل اجتماع اصناف). ساختمانی بزرگ و زیبا با نقاشی‌های بسیار نفیس.
- پل پولتنی. پلی زیبا که از معروف‌ترین صحنه‌های انگلستان برای عکاسی است. این پل بر رودخانهٔ آون واقع شده‌است.
- تئاتر سلطنتی باث. تئاتری که روزگاری تئاتر سلطنتی بوده‌است و امروزه، نمایش‌های مختلفی را روی صحنه می‌برد.

## امکانات

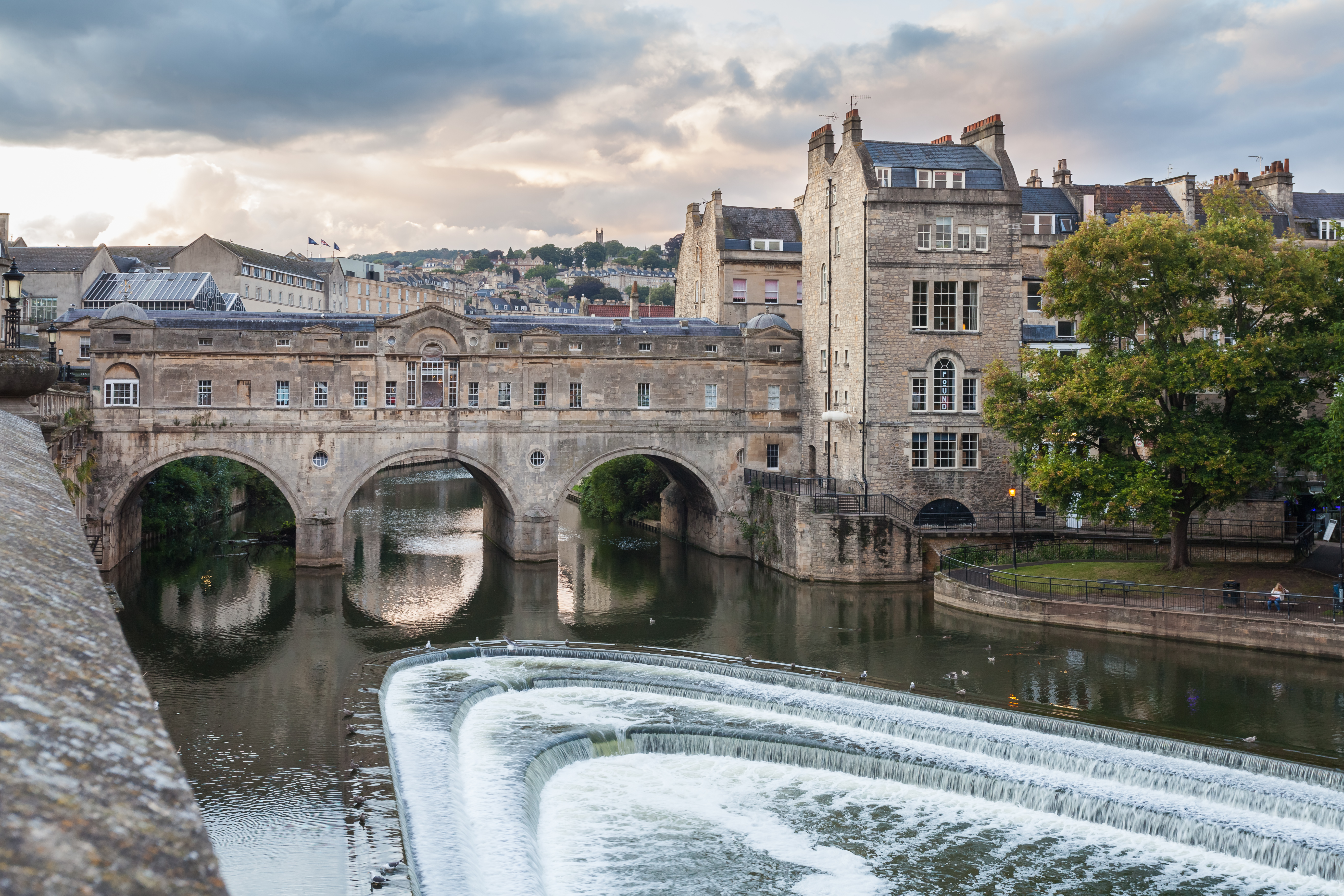
باث انگلستان است. تا سال ۱۷۷۴ تکمیل شد و شهر را با زمین‌های خانواده پولتنی که قرار بود توسعه یابد پیوند داد. این پل توسط رابرت آدام به سبک پالادیایی طراحی شده‌است و بسیار غیرمعمول است زیرا در دو طرف آن مغازه‌هایی ساخته شده‌است. این سازه به عنوان یک بنای فهرست‌شده درجه یک تعیین شده‌است. در طی ۲۰ سال از ساخت آن، تغییراتی ایجاد شد که مغازه‌ها را گسترش داد و نماها را تغییر داد. این پل در پایان قرن هجدهم در اثر سیل آسیب دید، اما با طرحی مشابه بازسازی شد. در طول قرن بعد تغییراتی در مغازه‌ها شامل امتدادهای کنسولی در وجه شمالی پل بود. در قرن بیستم چندین طرح برای حفظ پل و بازگرداندن جزئی آن به ظاهر اولیه آن انجام شد و جذابیت آن را به عنوان یک جاذبه توریستی افزایش داد.

### مراکز تحصیلی
- دانشگاه باث
- آکادمی باث
- کالج شهر باث
- مدرسهٔ کینگ ادوارد
- آکادمی هنر باث

### سینماها
- سالن نمایش کوچک. این سالن کوجک که در مرکز شهر و در یکی از فرعی‌های خیابان وست‌گیت، واقع است، بیش‌تر فیلم‌های هنری را روی پرده می‌برد، اما فیلم‌های روز را هم نشان می‌دهد.
- سینمای ادئون (باث). این سینما که از سینماهای زنجیره‌ای ادئون است، هشت سالن دارد و بسیار پیش‌رفته‌است.

### هتل‌ها
- هتل فرانسیس واقع در میدان کوئین.
- هتل هیلتون. شعبه هتل‌های زنجیره‌ای هیلتون.
- مهمان‌خانهٔ سنت کریستوفر (باث). این مهمان‌خانه که از مهمان‌خانه‌های زنجیره‌ای سنت کریستوفر است، بسیار ارزان است.

### رستوران‌ها
- رستوران «فیست» (هم به معنی مهمانی و هم به معنی شرق دور). شعبه‌ای است از رستورانی بوفه‌ای که انواع غذاهای شرق آسیایی را ارائه می‌کند. در مجتمع سینمای ادئون واقع است.
- رستوران جاوا. رستورانی اندونزیایی که علاوه بر غذاهای این کشور، غذاهای شرقی کشورهای دیگر را هم ارائه می‌کند.
- رستوران شانگری لا. رستورانی تایلندی که علاوه بر غذاهای این کشور، غذاهای شرقی کشورهای دیگر را هم ارائه می‌کند.
- رستوران ایسترن آی (به فارسی:چشم شرق) که از مشهورترین رستوران‌های هندی در سرتاسر جهان است.